# Войносолово
Войносо́лово — деревня в Котельском сельском поселении Кингисеппского района Ленинградской области.

## История
Впервые упоминается в Писцовой книге Водской пятины 1500 года как село Войносола в Никольском Толдожском погосте в Чюди Ямского уезда.
Затем как деревня Voinasalo by в Толдожском погосте в шведских «Писцовых книгах Ижорской земли» 1618—1623 годов.
На карте Ингерманландии А. И. Бергенгейма, составленной по шведским материалам 1676 года, она обозначена как деревня Woinasawa.
На шведской «Генеральной карте провинции Ингерманландии» 1704 года — как деревня Woinasala.
Как деревня Воиносало она упомянута на «Географическом чертеже Ижорской земли» Адриана Шонбека 1705 года.
Деревня Войнасала обозначена на карте Ингерманландии А. Ростовцева 1727 года.
На карте Санкт-Петербургской губернии Ф. Ф. Шуберта 1834 года обозначена деревня Войносова, состоящая из 74 крестьянских дворов.

ВОЙНОСОЛО — деревня принадлежит наследникам покойного графа Сиверса, число жителей по ревизии: 270 м. п., 281 ж. п. (1838 год)

Согласно карте профессора С. С. Куторги 1852 года деревня называлась Войносова и состояла из 74 дворов.

ВОЙНОСОЛОВО — деревня коллежского секретаря графа Сиверса, 10 вёрст по почтовой, а остальное по просёлкам, число дворов — 74, число душ — 234 м. п. (1856 год)

ВОЙНОСОЛОВО — деревня, число жителей по X-ой ревизии 1857 года: 221 м. п., 235 ж. п., всего 456 чел.

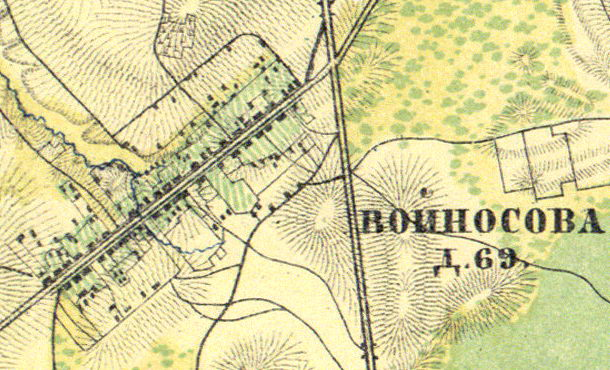
Деревня Войносолово на карте 1860 года

Согласно «Топографической карте частей Санкт-Петербургской и Выборгской губерний» в 1860 году деревня называлась Войносова и насчитывала 69 дворов.

ВОЙНОСОЛОВО (ВОЙНОСОВО) — деревня владельческая при безымянном ручье, число дворов — 78, число жителей: 254 м. п., 248 ж. п. (1862 год)

ВОЙНОСОЛОВО — деревня, по земской переписи 1882 года: семей — 84, в них 240 м. п., 234 ж. п., всего 474 чел.

Сборник Центрального статистического комитета описывал деревню так:

ВОЙНОСОЛОВА (ВОЙНОСОВА) — деревня бывшая владельческая, дворов — 95, жителей — 409. 3 школы, лавка. (1885 год)

По земской переписи 1899 года:

ВОЙНОСОЛОВО — деревня, число хозяйств — 82, число жителей: 207 м. п., 203 ж. п., всего 410 чел.;
 разряд крестьян: бывшие владельческие; народность: русская — 405 чел., смешанная — 5 чел.

В конце XIX — начале XX века деревня административно относилась к Котельской волости 2-го стана Ямбургского уезда Санкт-Петербургской губернии.
С 1917 по 1925 год деревня Войносолово входила в состав Войносоловского сельсовета Котельской волости Кингисеппского уезда.
С 1925 года в составе Руддиловского сельсовета.
Согласно данным переписи населения СССР 1926 года в деревне Войносолово Больше-Руддиловского сельсовета проживали 406 человек, большинство русские, а также эстонцы.
С 1927 года в составе Котельского района.
В 1928 году население деревни Войносолово также составляло 406 человек.
Согласно топографической карте 1930 года деревня насчитывала 101 двор.
С 1931 года в составе Кингисеппского района.
По данным 1933 года деревня Войносолово входила в состав Котельского сельсовета Кингисеппского района.

План деревни Войносолово. 1938 год

Согласно топографической карте 1938 года деревня насчитывала 88 дворов. В деревне находился сельсовет, на северной окраине деревни — часовня.
Деревня была освобождена от немецко-фашистских оккупантов 30 января 1944 года.
С 1954 года в составе Котельского сельсовета.
В 1958 году население деревни Войносолово составляло 178 человек.
По данным 1966, 1973 и 1990 годов деревня находилась в составе Котельского сельсовета.
В 1997 году в деревне Войносолово проживали 44 человека, в 2002 году — 48 человек (русские — 98 %), в 2007 году — 29.

## География
Деревня расположена в северо-восточной части района на автодороге А180 (E 20) (Санкт-Петербург — Ивангород — граница с Эстонией) «Нарва», близ места пересечения её автодорогой 41К-008 (Петродворец — Криково).
Расстояние до административного центра поселения — 3 км.
Расстояние до ближайшей железнодорожной станции Котлы — 7 км.
Через деревню протекает река Толбовка.

## Экология
Постановлением правительства Российской Федерации от 08.10.2015 № 1074 деревня Войносолово включена в перечень населённых пунктов, находящихся в границах зон радиоактивного загрязнения вследствие катастрофы на Чернобыльской АЭС и отнесена к зоне проживания со льготным социально-экономическим статусом.

## Демография
| 1862 | 2007 | 2010 | 2017 |
| ---- | ---- | ---- | ---- |
| 502  | ↘29  | ↘25  | ↗44  |

### Национальный состав
Согласно данным Всероссийской переписи населения 2021 года в деревне проживали 48 человек, из них:
 русские — 46, даргинцы — 2 человека.

## Достопримечательности
В 1925 году в деревне были обнаружены несколько скоплений каменных крестов, в том числе подписной крест XV века с надписью «Крест раба Божия Савы Тарасина кузнеца». Согласно Археологической карте Ленинградской области у деревни Войносолово зафиксированы четыре археологических памятника:
- Курганный могильник Войносолово-1 датируемый в диапазоне вторая четверть XIII—XV век (раскопки 1885 года)
- Могильник с каменными крестами Войносолово-2
- Скопление каменных крестов Войносолово-3
- Средневековое селище Войносолово-4[33][34]
- Поминальный камень на деревенском кладбище[35]

## Фото

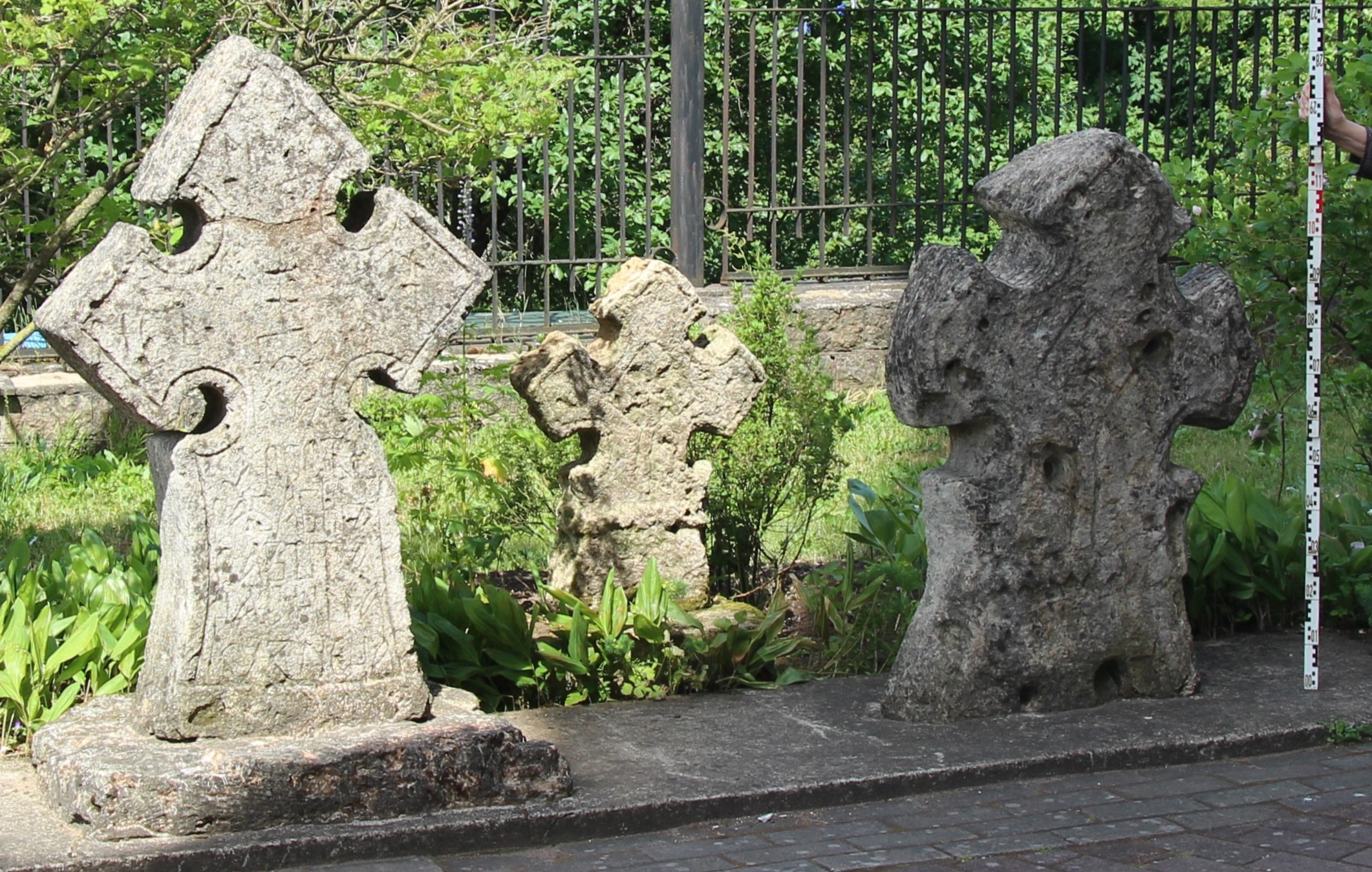
Каменные кресты XV—XVI веков из деревни Войносолово у Екатерининского собора в Кингисеппе
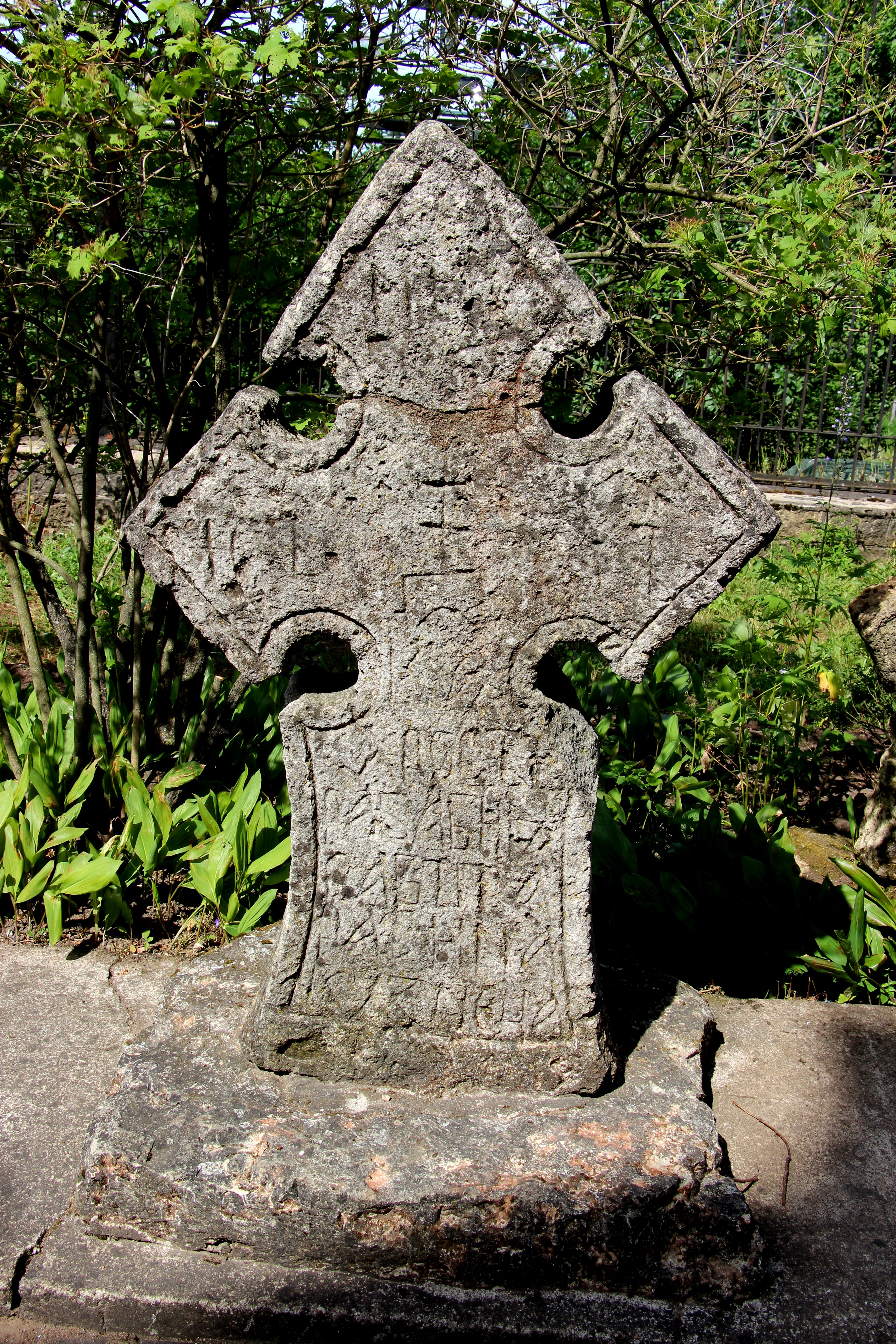
Крест XV века с надписью «Хростъ раба Божия Савы Тарасина кузнеца»